# Al-Karkh Sport Club
Maillots
Actualités
Le Al Karkh Educational Sport Club (en arabe : نادي الكرخ التربوي الرياضي), plus couramment abrégé en Al Karkh, est un club irakien de football fondé en 1963 et basé à Bagdad, la capitale du pays.

## Palmarès
| Compétitions nationales | Compétitions internationales        |
| --- | ----------------------------------- |
| - Coupe d'Irak (1) - Vainqueur : 2022 - Championnat d'Irak de deuxième division (2) : - Champion : 2008-2009 et 2012-2013. | - Trophée IFA : - Finaliste : 1996. |